# Celestia
Celestia ist ein 3D-Astronomieprogramm für Windows, macOS, FreeBSD und Linux, entwickelt von Chris Laurel. Es ist Open Source und GPL-lizenziert. Seit dem 20. Oktober 2008 gibt es auch eine portable Version von PortableApps. Wie auch für die Standard-Version gibt es auf der deutschen Celestia-Website ein deutsches Sprachpaket für die Portable-Version.
Das Programm erlaubt es Benutzern, Objekte in der Größenordnung der Internationalen Raumstation bis hin zu Galaxien wie der Milchstraße dreidimensional zu simulieren. Das Programm benutzt OpenGL als 3D-Bibliothek. Anders als normalerweise bei Planetariums-Software ist der Benutzer in der Lage, sich frei durch das Universum zu bewegen. In dieser und weiteren Eigenschaften ähnelt es dem Programm Space Engine.
Die NASA und die ESA haben das Potential von Celestia erkannt und es für eigene Demonstrationszwecke benutzt (siehe hierzu unter Weblinks). Nicht mit Celestia zu verwechseln ist dabei das ESA-eigene Programm Celestia 2000. Die ESA verwendet Celestia inzwischen in einem eigenständigen Programm (Space Trajectory Analysis) zur Analyse, Simulation und Visualisierung von Flugbahnen.
Das Institut für Raumfahrtsysteme der Universität Stuttgart nutzt Celestia als Live-Visualisierung für die in Zusammenarbeit mit EADS Astrium aufgebaute Systemsimulationsinfrastruktur im Rahmen der Satellitenentwicklung. Auch die für die Lehre am Institut genutzte Systemsimulationsinfrastruktur OpenSimKit stellt die simulierte Raketenoberstufe mit Celestia dar.
Ab der Version 1.3.1 wird Celestia auch als deutschsprachige Fassung angeboten.
Anfang August 2016 wurde die Pflege und Wartung von Celestia von einem russischen Celestia-Enthusiasten übernommen und das Benutzerforum reaktiviert.

## Funktionen
- „Reiseführer“ (Sammlung einiger wichtiger Orte im Sonnensystem)
- Sonnen- und Mondfinsternis-Rechner für alle Planeten bis ins Jahr 9999.
- Im Basisprogramm ist der Hipparcos-Katalog (120.000 Sterne) enthalten.
- Es ist möglich, Screenshots zu machen sowie das bewegte Geschehen auf dem Bildschirm als Video aufzunehmen.
- Die Zeit kann beliebig weit in die Zukunft oder Vergangenheit gesetzt werden.
- Konstellationen und Umlaufbahnen von Planeten, Monden, Asteroiden, Kometen und Satelliten können angezeigt werden.
- Die Namen aller Objekte im Weltraum können angezeigt werden: Galaxien, Sternhaufen, Sterne, Planeten, Monde, Asteroiden, Kometen, Satelliten.
- Die Namen von Städten, Einschlagkratern, Observatorien, Tälern, Landungspunkten, Kontinenten, Bergen und Seen können eingeblendet werden.
- Es wird der Radius, die Entfernung, Tageslänge und Durchschnittstemperatur der Planeten angezeigt.
- Von Sternen wird die Entfernung, die Leuchtkraft im Vergleich zur Sonne, die Klasse, Oberflächentemperatur, der Radius und die Umdrehungszeit angezeigt.
- Die Zahl der sichtbaren Sterne kann variiert werden.
- Das Sichtfeld kann stufenlos variiert werden.
- Die scheinbare Helligkeit der Sterne kann in drei Stufen eingestellt werden
- Das Bild kann geteilt werden, um mehrere Objekte gleichzeitig beobachten zu können.
- Die Lichtgeschwindigkeit kann ignoriert oder berücksichtigt werden.
- Gamepad-Unterstützung

## Einschränkungen

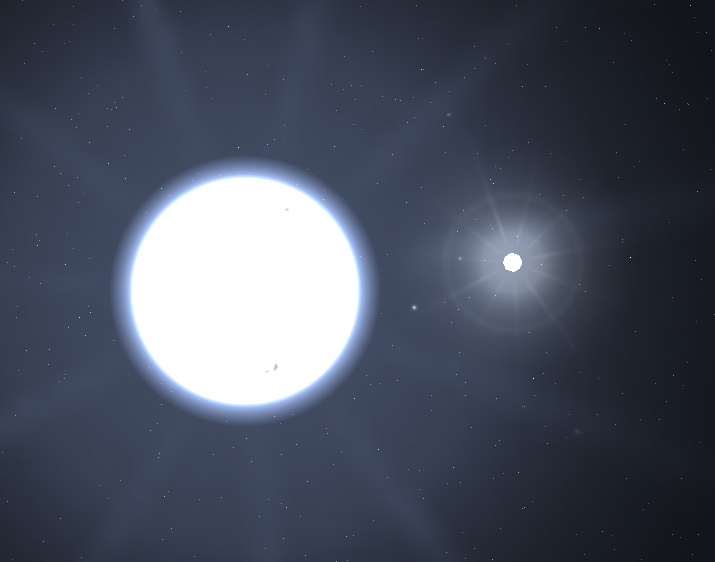
Sirius

- Die Standardeinstellung für die Erde ist eine perfekte Kugel. Um die Erde richtig darstellen zu können, muss dies in einer Programmdatei eingestellt werden.
- Alle Galaxien und Sterne sind stationär (mit Ausnahme von Doppelsternsystemen, bei denen der Mittelpunkt feststeht). Auch bei sehr starker Zeitbeschleunigung ist es deshalb nicht möglich, eine Rotation der Galaxie zu beobachten.
- Einige Doppelsternsysteme werden noch nicht korrekt dargestellt.

## Erweiterungen
Über 10 GB an Erweiterungen (sogenannten Add-Ons) sind zur Ergänzung des Basisprogramms verfügbar. Diese enorme Menge ist das Ergebnis der Aktivitäten einer kleinen, aber sehr produktiven Benutzergemeinschaft, die das Programm unterstützt. Die größte Sammlung wird von dem Portal „The Celestia Motherlode“ (siehe Weblinks) bereitgestellt. Diese „Add-Ons“ umfassen folgende Bereiche:

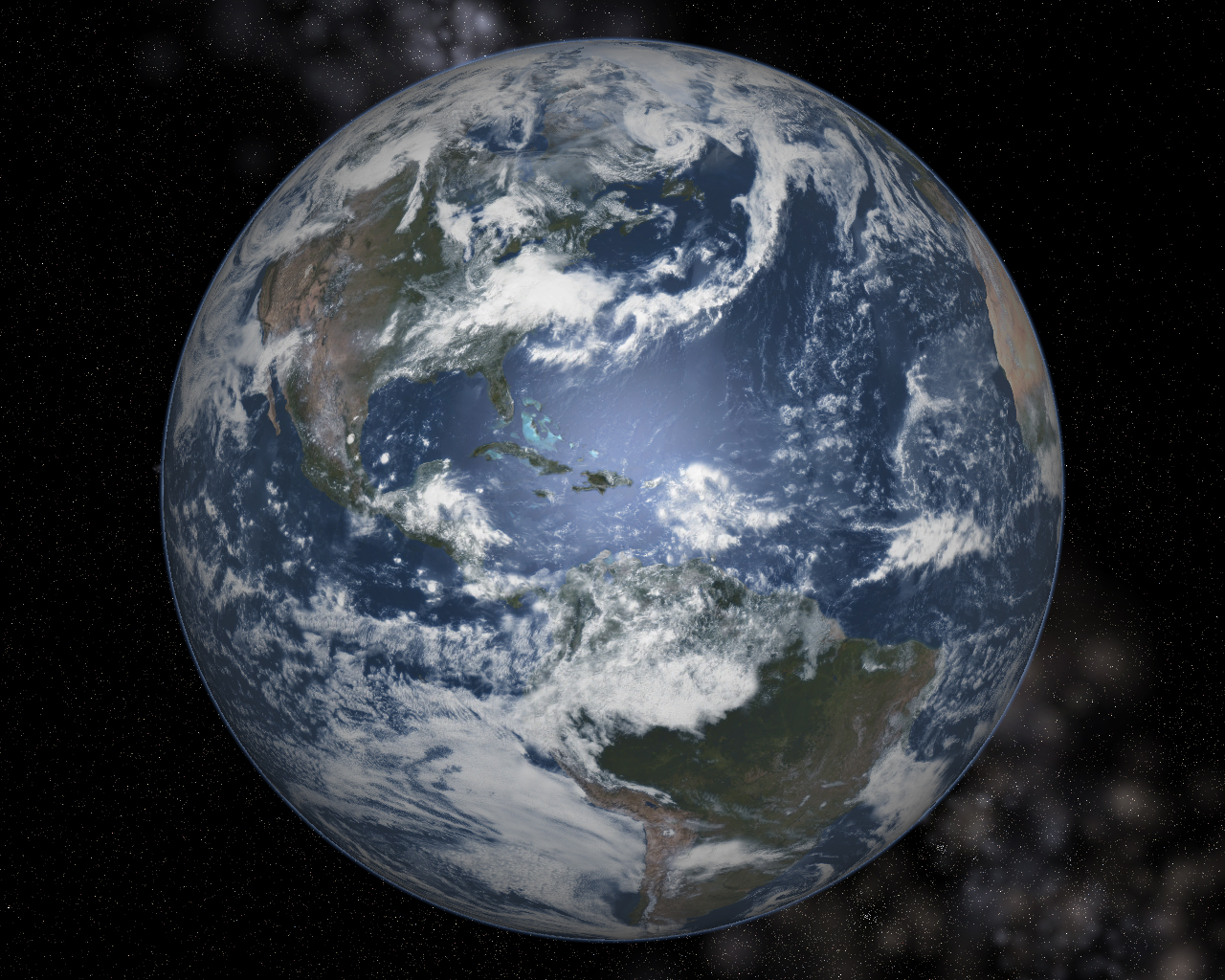
Hochauflösende Erdtextur

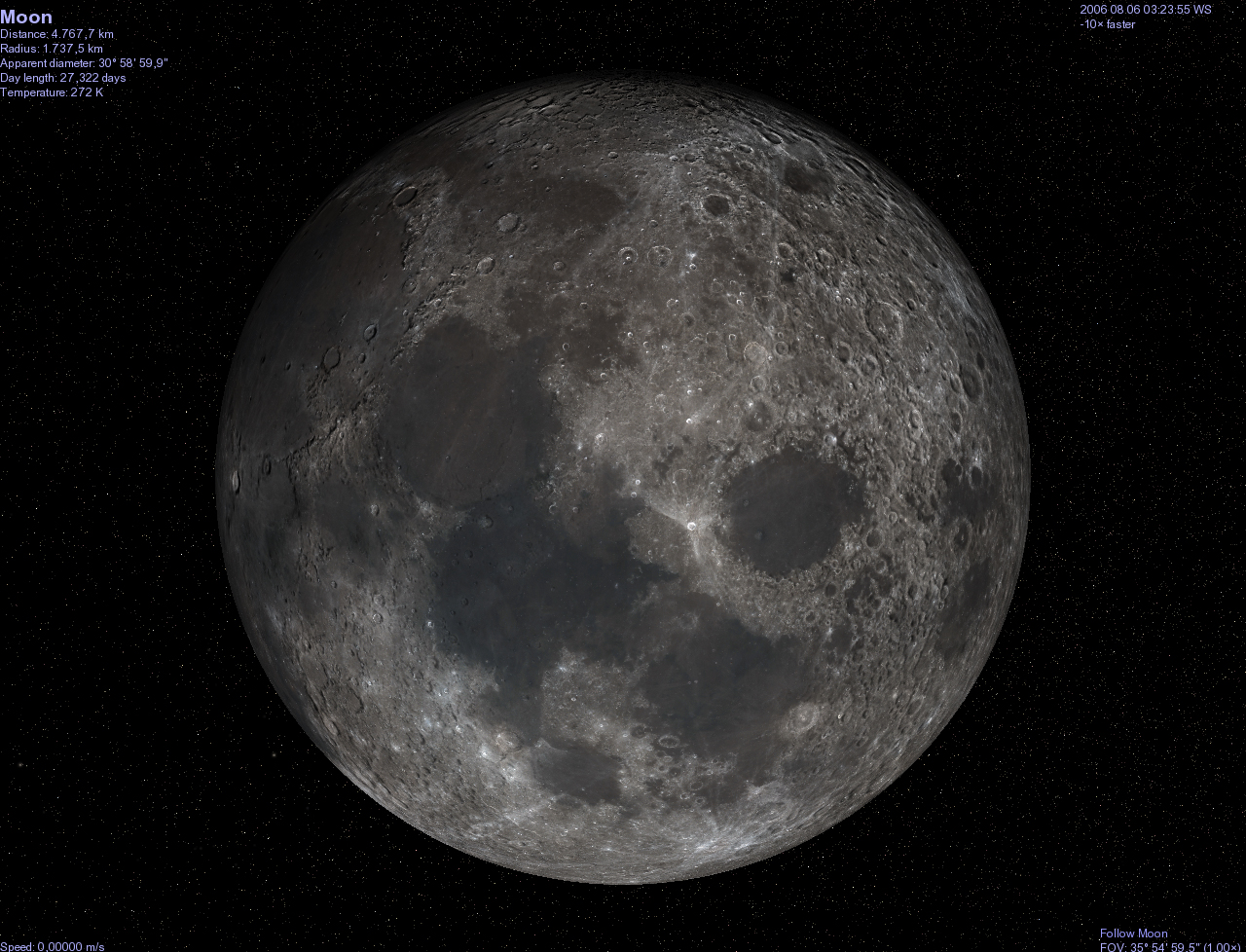
Hochauflösende Mondtextur mit Normalmap

Die Texturen der Planeten und anderer Himmelskörper, wie Monde und Kometen, sind durch sehr hochauflösende Texturen (bis zu 128.000 × 64.000 Pixel), Normalmaps oder Bumpmaps, Specularmaps (für Spiegelungen), Wolkentexturen und Nachttexturen austauschbar. Für die Erde beispielsweise werden auch Satellitenaufnahmen, welche über sogenannte „Virtual Textures“ eingebunden werden, zur Verfügung gestellt, wodurch eine sehr detaillierte Ansicht der Planeten ermöglicht wird. Es können 3D-Objekte für besonders hohe Gebirge oder berühmte Bauwerke eingebaut werden, um eine noch realistischere Ansicht zu bekommen. Politische Karten oder wissenschaftliche Texturen, wie die Gravitationsverteilung auf der Planetenoberfläche sind auch verfügbar und können im Programm schnell ausgewählt werden.
Es gibt verschiedene Datenbanken, von Objekten in Größenordnungen von Satelliten über Monde, Asteroiden und Sterne bis hin zu Galaxien. Allein die erweiterte Sternendatenbank besitzt zwei Millionen Sterne und die Galaxiendatenbank fast 2.000, wodurch auch Galaxienhaufen sichtbar werden. Die Städtedatenbank der Erde ist auf 96.000 Orte erweiterbar.
Es besteht die Möglichkeit, Flugbahnen von Satelliten einzubinden. So können die kompletten Missionen (zum Beispiel Cassini-Huygens) nachsimuliert werden.
Die Benutzergemeinschaft hat Skripte entwickelt, die ähnlich wie im Planetarium den Benutzer durch das Sonnensystem führt. Spezielle Dokumentationen im Textformat, Educational Activities genannt, die zum Beispiel über die Geburt und den Tod der Sterne informieren, sind mit Celestia verknüpft, wodurch solche Themen anschaulich erklärt werden können.
Es wurden auch Erweiterungen für Science-Fiction-Begeisterte entwickelt, welche Universen aus berühmten Filmen wie Star Wars oder Star Trek simulieren, aber auch selbst ausgedachte Planetensysteme ohne Bezug auf einen Film oder ein Buch.
Ab Version 1.5.1 unterstützt Celestia auch die Ausführung von Add-Ons, die in der Skriptsprache Lua geschrieben wurden. Dazu greift eine in Celestia enthaltene C-Bibliothek auf den Lua-Interpreter zu.